# Фаркаш, Патрик
Патрик Фаркаш (нем. Patrick Farkas; родился 9 сентября 1992 года, Оберварт, Австрия) — австрийский футболист, защитник клуба «Хартберг».

## Клубная карьера

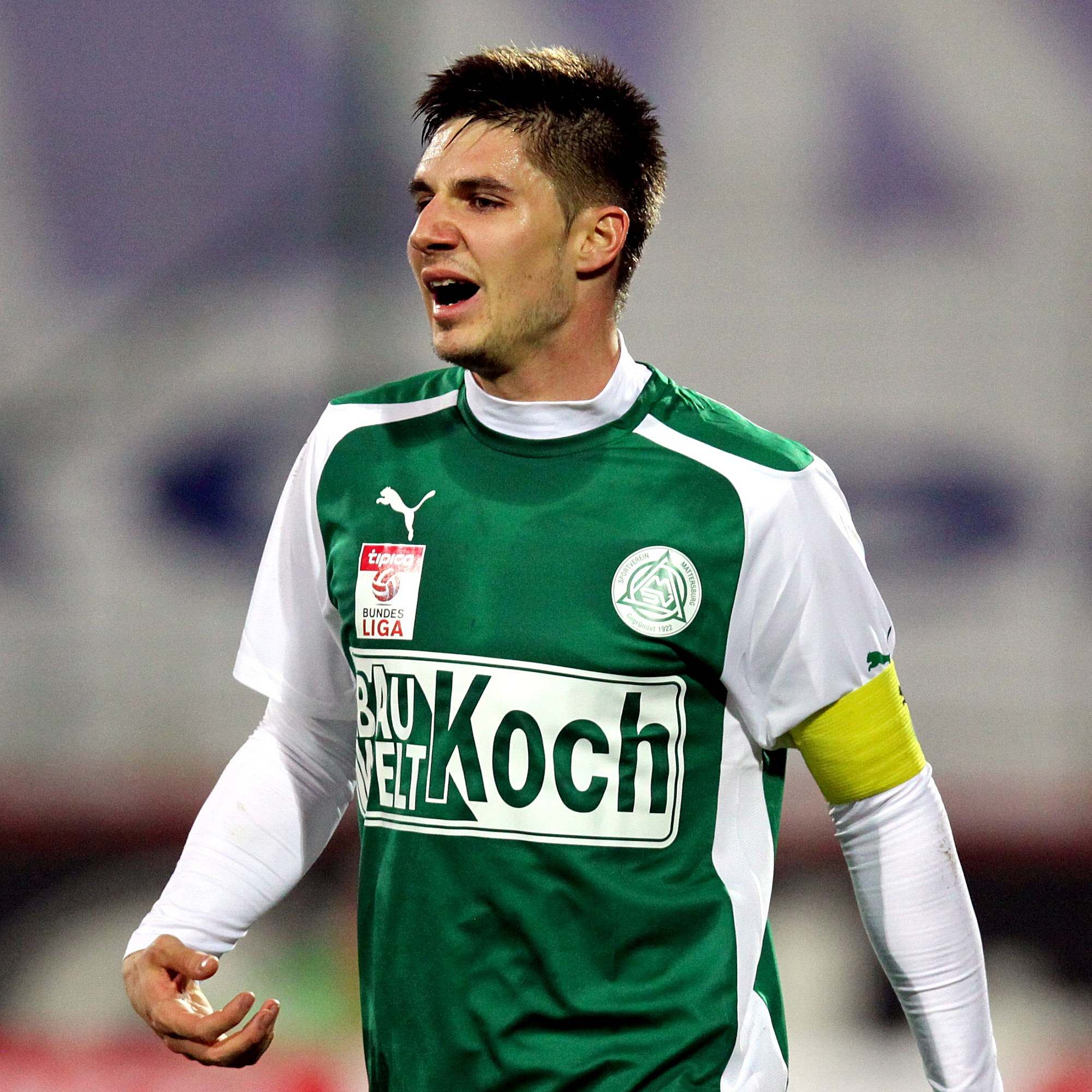
Фаркаш в составе «Маттерсбурга»

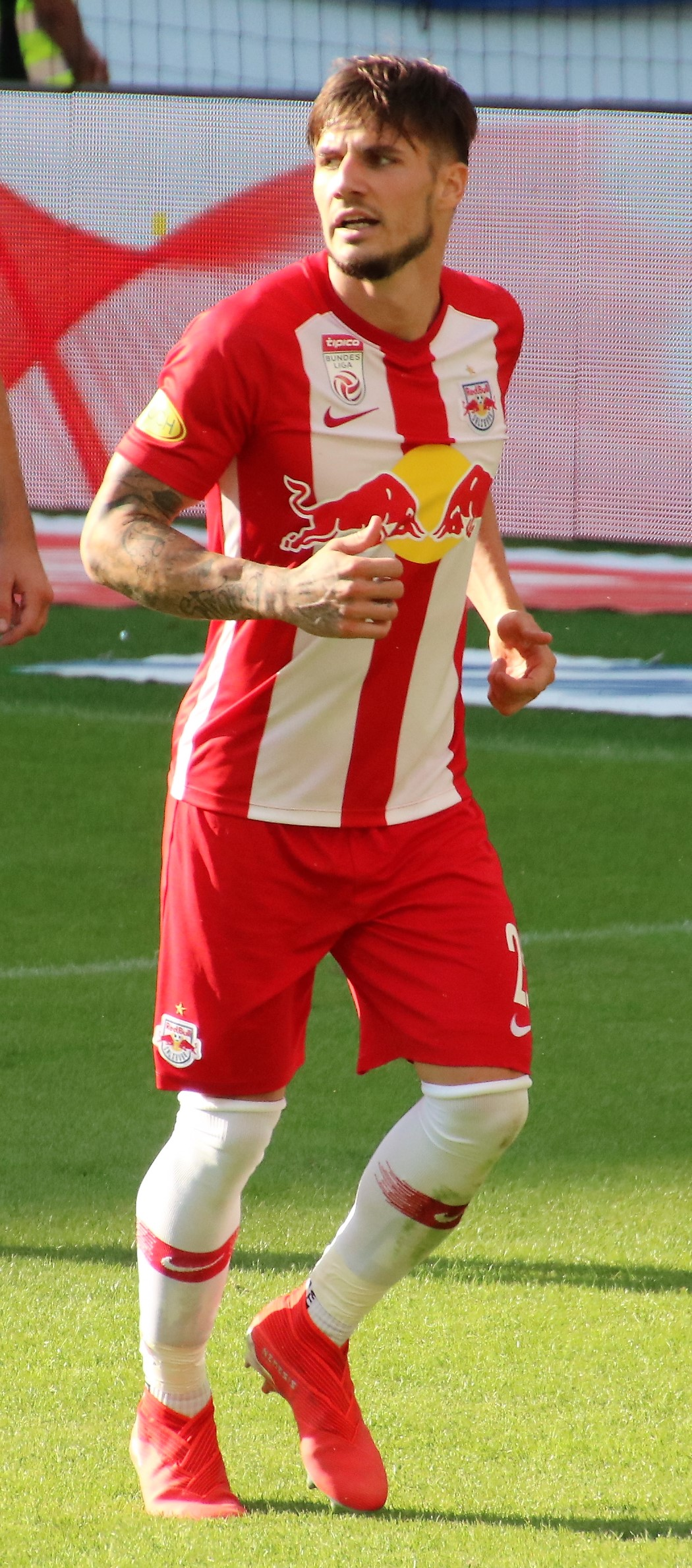
Фаркаш в составе «Ред Булл Зальцбург»

Фаркаш начал профессиональную карьеру в клубе «Маттерсбург». 13 февраля 2010 года в матче против «Винер-Нойштадта» он дебютировал в австрийской Бундеслиге. 18 февраля 2012 года в поединке против «Рида» Патрик забил свой первый гол за «Маттербсург». В 2013 году клуб вылетел в Первую австрийскую лигу, но Фаркаш остался в команде и спустя два года помог ей вернуться в элиту.
Летом 2017 года Фракаш перешёл в «Ред Булл Зальцбург». 22 июля в матче против «Вольфсберга» он дебютировал за новый клуб. 13 мая 2018 года в поединке против венского «Рапида» Патрик забил свой первый гол за «Ред Булл». В составе команды он дважды выиграл чемпионат и завоевал Кубка Австрии.

## Международная карьера
В 2011 году в составе молодёжной сборной Австрии Фаркаш принял участие в молодёжном чемпионате мира в Колумбии. На турнире он сыграл в матчах против команд Панамы, Бразилии и Египта

## Достижения
Командные
 «Ред Булл Зальцбург»
- Чемпион Австрии (4) — 2017/18, 2018/19, 2019/20, 2020/21
- Обладатель Кубка Австрии (3) — 2018/19, 2019/20, 2020/21